# Providentissimus Deus
Providentissimus Deus, en español, Dios providentísimo, es la quincuagésima primera encíclica del Papa León XIII, publicada el 18 de noviembre de 1893, sobre el estudio de las Sagradas Escrituras. 

## Contexto histórico
Los estudios católicos de la Sagrada Escritura habían evitado durante los siglos XVII y XVIII el uso de la metodología crítica por sus tendencias racionalistas. La amarga oposición del liberalismo a la iglesia y la expulsión de órdenes religiosas de Francia y Alemania, hicieron que la iglesia sospechara comprensiblemente de las nuevas corrientes intelectuales de la época.[2]
Providentissimus Deus se enmarca en el esfuerzo de León XIII para promover en la Iglesia católica un conocimiento atento a las cuestiones que se debatían en el ambiente cultural. En esa línea  con la encíclica  Aeterni Patrism 1987, había promovido el estudio de la filosofía y señalo la importancia de apoyarse para ello en el pensamiento y escritos de santo Tomás de Aquino. Años antes había fomentado el estudio de la historia y la arqueología, de modo que en 1883 abrió el llamado Archivo Secreto Vaticano a los estudiosos;  en 1984 fundó la Escuela Vaticana de Paleografía, Diplomática y Archivística y en 1894 impulsó la revistas científicas de ciencias sagradas. Impulsó también las ciencias de la naturaleza, y el 14 de mayo de 1891 abrió el Observatorio Vaticano.
En cuanto al estudio de la Sagrada Escritura, en 1892 autorizó la École Biblique de Jerusalén, la primera escuela católica dedicada específicamente al estudio crítico de la Biblia. Con la encíclica Providentissimus Deus, el papa impulsaba los estudios escriturísticos, al mismo tiempo que proporcionaba las orientaciones necesarias para salvaguardar la fe católica. Como una aplicación de esa encíclica, en 1897 por la Constitución Apostólica Officiorum ac munerum estableció las normas para la edición y traducción de los textos sagrados; y en 1902, instituyó la Pontificia Comisión Bíblica, que debía adaptar los estudios bíblicos católicos a la erudición moderna y proteger las Escrituras contra los ataques ajenos a la fe.

## Contenido de la encíclica
Providentissimus Deus, qui humanum genus, admirabili caritatis consilio, ad consortium naturae divinae principio evexit, dein a communi labe exitioque eductum, in pristinam dignitatem restituit, hoc eidem propterea contulit singulare presidium, ut arcana divinitatis, sapientiae, misericordiae suae supernaturali via patefaceret.
La providencia de Dios, que por un admirable designio de amor elevó en sus comienzos al género humano a la participación de la naturaleza divina y, sacándolo después del pecado y de la ruina original, lo restituyó a su primitiva dignidad, quiso darle además el precioso auxilio de abrirle por un medio sobrenatural los tesoros ocultos de su divinidad, de su sabiduría y de su misericordia

Con estas palabras el papa comienza una breve explicación del contenido de la revelación, recordando con el Concilio Vaticano I, que Dios da a conocer al hombre verdades que le serían humanamente inalcanzables, junto con otras que no le son inalcanzables pero, que mediante la revelación, puede conocer con firmeza y sin mezcla de error. Tras recordar que la revelación se contiene en la tradición y en la sagrada escritura, pasa a tratar con amplitud de esta última, que es el tema de la encíclica.
Señala, ante todo, el gran valor de la Sagrada Escritura y, por esto, el interés que tiene su estudio por la teología, Por esto, lo mismo que en otras encíclicas ha exhortado al progreso en las ciencias provechosas para la fe, en ésta desea recomendar e impulsar el estudio de la Escritura, de modo que se abra al conocimiento de todo el pueblo cristiano.

### Aprecio y estudio de la biblia en la Iglesia
La encíclica expone a continuación el aprecio de la Escritura, y el cuidadoso uso que hicieron de ella los Apóstoles, los Padres apostólcos y Padres de la Iglesia. Especialmente en estos últimos hay una insistencia en sus estudio. Así San Gregorio Magno, que ha descrito como nadie los deberes de los pastores de la Iglesia:: «Es necesario —dice— que los que se dedican al ministerio de la predicación no se aparten del estudio de los libros santos».
A lo largo de la Edad Media continuó el estudio de la Sagrada Escritura, en el siglo XIII muchos emprendieron con éxito la explicación alegórica de la Escritura, pero también se investigó la verdadera lección de la versión latina, Bajo el impulso de Clemente V el Ateneo de Roma estudió el texto original de la Biblia. En la Edad Moderna el renacimiento de la cultura griega tuvo su reflejo en la preparación de notables versiones latinas de la Biblia, que tuvo su principal fruto en la edición Sixtina-Clementina de la Vulgata.

### Situación actual de los estudios bíblicos
No ha sido infrecuente que, por parte de algunos, se hayan interpretado incorrectamente las Escrituras, León XIII señala que, en el momento en que se escribe la encíclica, los principales adversarios de una interpretación auténtica de las escrituras son los racionalistas.
Estas dificultades exigen cuidar especialmente la formación en los seminarios, eligir prudentemente a los profesores; y seguir en la enseñanza un método que tenga en cuenta la amplitud de estos estudios, de modo que se proporcione a los futuros sacerdotes las bases necesarias para su tarea pastoral. En la necesaria investigación escriturística, el recurso a la teología y a los santos padres proporciona una guía adecuada para evitar los errores. Por lo demás, el investigador deberá profundizar en el conocimiento de las lenguas orientales, lo que le permitirá desentrañar el sentido de lo que escribe el hagiógrafo.

### Defensa de la Escritura frente a los errores modernos
El método histórico-crítico al analizar las escrituras cuestionó la verdad de la Biblia. El papa reconoce la posibilidad de errores introducidos por los traductores y copista, pero rechaza la opinión de la inerrancia solo pueda atribuirse a una parte de la bíblica. En este sentido afirma

Aquellos que sostienen que es posible un error en cualquier pasaje genuino de las Sagradas Escrituras, o pervierten la noción católica de inspiración, o hacen de Dios el autor de tal error

Ante los pasajes difíciles, que podrían hacer dudar de sus verdad, recuerda el principio formulado por San Agustín.

si en estos Libros encuentro algo que parece contrario a la verdad, no dudaré en concluir que el texto es defectuoso, o que el traductor no ha expresado el significado del pasaje, o que yo mismo no lo entiendo

El papa muestra el error que supone contraponer los relatos bíblicos con la ciencia; explica que, como la teología y la ciencia son disciplinas distintas, no se contradicen siempre que teólogos y científicos se mantengan en sus respectivas áreas de conocimiento; hay que tener en cuenta que el escritor sagrado no  pretendió explicar el mundo visible, sino la acción de Dios, y para ello pudo utilizar un lenguaje figurado o descripciones según las apariencias.

### Exhortación final
Concluye la encíclica el papa

Exhortamos, por último, paternalmente a todos los alumnos y ministros de la Iglesia a que se acerquen siempre con mayor afecto de reverencia y piedad a las Sagradas Letras, ya que la inteligencia de las mismas no les será abierta de manera saludable, como conviene, si no se alejan de la arrogancia de la ciencia terrena y excitan en su ánimo el deseo santo de la sabiduría que viene de arriba.